# Браян Фогерті
Браян Фогерті (англ. Bryan Fogarty, нар. 11 червня 1969, Монреаль — пом. 6 березня 2002, Мертл-Біч) — канадський хокеїст, що грав на позиції захисника.

## Ігрова кар'єра
Хокейну кар'єру розпочав 1985 року.
1987 року був обраний на драфті НХЛ під 9-м загальним номером командою «Квебек Нордікс».
Протягом професійної клубної ігрової кар'єри, що тривала 13 років, захищав кольори команд «Квебек Нордікс»,  «Піттсбург Пінгвінс»,  «Монреаль Канадієнс», «Галіфакс Цитаделс», «Нью-Гейвен Найтгоукс», «Клівленд Ламберджекс» та «Сент-Джонс Мейпл-Ліфс».
Загалом провів 156 матчів у НХЛ.

## Смерть
Перебуваючи в відпустці ранком 5 березня прибув на рибалку але провів цілий день в одному з барів. На наступний ранок його приятель Бранч не зумів розбудити Браяна після чого відвіз до найближчої лікарні, де лікарі констатували смерть. Похований на кладовищі Святого Хреста в Брантфорді.

## Статистика
| Сезон         | Клуб                    | Ліга          | Регулярний сезон | Регулярний сезон | Регулярний сезон | Регулярний сезон | Регулярний сезон | Плей-оф | Плей-оф | Плей-оф | Плей-оф | Плей-оф |
| Сезон         | Клуб                    | Ліга          | І                | Г                | П                | О                | ШХ               | І       | Г       | П       | О       | ШХ      |
| ------------- | ----------------------- | ------------- | ---------------- | ---------------- | ---------------- | ---------------- | ---------------- | ------- | ------- | ------- | ------- | ------- |
| 1985–86       | «Кінгстон Канадієнс»    | ОХЛ           | 47               | 2                | 17               | 19               | 14               | 10      | 1       | 3       | 4       | 4       |
| 1986–87       | «Кінгстон Канадієнс»    | ОХЛ           | 56               | 20               | 50               | 70               | 46               | 12      | 2       | 3       | 5       | 5       |
| 1987–88       | «Кінгстон Канадієнс»    | ОХЛ           | 48               | 11               | 36               | 47               | 50               | —       | —       | —       | —       | —       |
| 1988–89       | «Ніагара-Фоллс Тандер»  | ОХЛ           | 60               | 47               | 108              | 155              | 88               | 17      | 10      | 22      | 32      | 36      |
| 1989–90       | «Галіфакс Цитаделс»     | АХЛ           | 22               | 5                | 14               | 19               | 6                | 6       | 2       | 4       | 6       | 0       |
| 1989–90       | «Квебек Нордікс»        | НХЛ           | 45               | 4                | 10               | 14               | 31               | —       | —       | —       | —       | —       |
| 1990–91       | «Галіфакс Цитаделс»     | АХЛ           | 5                | 0                | 2                | 2                | 0                | —       | —       | —       | —       | —       |
| 1990–91       | «Квебек Нордікс»        | НХЛ           | 45               | 9                | 22               | 31               | 24               | —       | —       | —       | —       | —       |
| 1991–92       | «Квебек Нордікс»        | НХЛ           | 20               | 3                | 12               | 15               | 16               | —       | —       | —       | —       | —       |
| 1991–92       | «Галіфакс Цитаделс»     | АХЛ           | 2                | 0                | 0                | 0                | 2                | —       | —       | —       | —       | —       |
| 1991–92       | «Нью-Гейвен Найтгоукс»  | АХЛ           | 4                | 0                | 1                | 1                | 6                | —       | —       | —       | —       | —       |
| 1991–92       | «Маскігон Ламберджекс»  | ІХЛ           | 8                | 2                | 4                | 6                | 30               | —       | —       | —       | —       | —       |
| 1992–93       | «Піттсбург Пінгвінс»    | НХЛ           | 12               | 0                | 4                | 4                | 4                | —       | —       | —       | —       | —       |
| 1992–93       | «Клівленд Ламберджекс»  | АХЛ           | 15               | 2                | 5                | 7                | 8                | 3       | 0       | 1       | 1       | 17      |
| 1993–94       | «Атланта Найтс»         | ІХЛ           | 8                | 1                | 5                | 6                | 4                | —       | —       | —       | —       | —       |
| 1993–94       | «Лас-Вегас Тандер»      | ІХЛ           | 33               | 3                | 16               | 19               | 38               | —       | —       | —       | —       | —       |
| 1993–94       | «Канзас-Сіті Блейдс»    | ІХЛ           | 3                | 2                | 1                | 3                | 2                | —       | —       | —       | —       | —       |
| 1993–94       | «Монреаль Канадієнс»    | НХЛ           | 13               | 1                | 2                | 3                | 10               | —       | —       | —       | —       | —       |
| 1994–95       | «Монреаль Канадієнс»    | НХЛ           | 21               | 5                | 2                | 7                | 34               | —       | —       | —       | —       | —       |
| 1995–96       | «Міннесота Мус»         | ІХЛ           | 17               | 3                | 12               | 15               | 24               | —       | —       | —       | —       | —       |
| 1995–96       | «Детройт Вайперс»       | ІХЛ           | 18               | 1                | 5                | 6                | 14               | —       | —       | —       | —       | —       |
| 1996–97       | «Канзас-Сіті Блейдс»    | ІХЛ           | 22               | 3                | 9                | 12               | 10               | —       | —       | —       | —       | —       |
| 1998–99       | «Індіанаполіс Айс»      | ІХЛ           | 36               | 7                | 15               | 22               | 28               | —       | —       | —       | —       | —       |
| 1998–99       | «Батон-Руж Кінгфіш»     | ХЛСУ          | 5                | 4                | 3                | 7                | 24               | 4       | 1       | 3       | 4       | 8       |
| 1999–00       | «Сент-Джонс Мейпл-Ліфс» | АХЛ           | 3                | 0                | 0                | 0                | 0                | —       | —       | —       | —       | —       |
| 1999–00       | «Ноксвілл Спід»         | ХЛСШ          | 16               | 5                | 12               | 17               | 29               | —       | —       | —       | —       | —       |
| 2000–01       | «Гантсвілл Торнадо»     | ЦХЛ           | 11               | 1                | 4                | 5                | 16               | —       | —       | —       | —       | —       |
| 2000–01       | «Ельміра Джекелс»       | ХЛСШ          | 18               | 1                | 8                | 9                | 16               | —       | —       | —       | —       | —       |
| Усього в ОХЛ  | Усього в ОХЛ            | Усього в ОХЛ  | 211              | 80               | 213              | 293              | 198              | 39      | 13      | 28      | 41      | 45      |
| Усього в ХЛСШ | Усього в ХЛСШ           | Усього в ХЛСШ | 34               | 6                | 20               | 26               | 45               | —       | —       | —       | —       | —       |
| Усього в ЦХЛ  | Усього в ЦХЛ            | Усього в ЦХЛ  | 11               | 1                | 4                | 5                | 16               | —       | —       | —       | —       | —       |
| Усього в ХЛСУ | Усього в ХЛСУ           | Усього в ХЛСУ | 5                | 4                | 3                | 7                | 24               | 4       | 1       | 3       | 4       | 8       |
| Усього в ІХЛ  | Усього в ІХЛ            | Усього в ІХЛ  | 160              | 24               | 72               | 96               | 158              | 3       | 0       | 1       | 1       | 17      |
| Усього в АХЛ  | Усього в АХЛ            | Усього в АХЛ  | 36               | 5                | 17               | 22               | 14               | —       | —       | —       | —       | —       |
| Усього в НХЛ  | Усього в НХЛ            | Усього в НХЛ  | 156              | 22               | 52               | 74               | 119              | —       | —       | —       | —       | —       |